# عین ترک (استان وهران)
عین ترک (استان وهران) (به عربی: عین الترک) یک شهرداری در الجزایر است که در ناحیه عین ترک واقع شده‌است. عین ترک ۵۰٬۰۰۰ نفر جمعیت دارد و ۲۷۲ متر بالاتر از سطح دریا واقع شده‌است.